# Тибуриум
Тибуриум, Тибурий (ср. лат. tiburium, итал. tiburio, от греч. κιβώριον, лат. ciborium — стручок египетского боба). Предположительно, у древних египтян так назывался плод лотоса, который служил сосудом для питья (в иной версии это была скорлупа боба). Затем у греков и римлян это название было перенесено на металлический сосуд, имевший похожую форму. В древнеримской архитектуре «киборий» — навес для защиты от солнца.
В Средневековье латинская форма термина: «тибуриум» была перенесена на архитектуру. Вначале так стали называть внешнюю оболочку купола, предохраняющую его от атмосферных воздействий и механических повреждений. Такая конструкция зародилась в раннехристианской и византийской архитектуре, например тибурий церкви Сан-Витале в Равенне, но также присутствует в романских и готических постройках, в особенности на севере Италии, в Ломбардии. Также стали именовать алтарную сень, навес, балдахин над престолом внутри церкви.
В эпоху итальянского Возрождения тибуриум — башня, обычно в форме октогона (восьмигранника), часто с шатровым покрытием, скрывающим внутренний купол, которую возводили над средокрестием храма. Таким образом она является навершием «трибуны» (алтарной части).
В Испании похожее сооружение называют симборио (исп. cimborrio , от лат. cymborium, cymbium — «чашечка»). В Англии — «световая башня» (lantern tower).
Через оконные проёмы такой башни освещается внутреннее пространство. Поэтому такое сооружение сближают с понятием лантерны и часто называют октогональной лантерной. Однако тибуриумы, особенно в готической архитектуре, бывают огромными. Например, тибуриум-октогон собора в Кутансе (северо-западная Франция, 1220—1275) или «октогональная лантерна» готического собора в Или (Англия). Эту башню возвели в 1322—1328 годах из дерева, после того как обрушился каменный тибуриум старого норманнского собора.
Классический тибуриум, хотя и небольшого размера, создал Донато Браманте в церкви Санта-Мария-прессо-Сан-Сатиро в Милане (1478—1482). В 1492—1497 годах Браманте перестраивал старую базилику Санта-Мария-делле-Грацие в Милане. Сохранив базиликальный план, он пристроил массивную кубическую трибуну с тремя апсидами (основной объём средокрестия), а над трибуной возвёл огромный двухъярусный тибуриум с характерной «ломбардской арочной галереей» и шатровым покрытием.